# Cheiroplatys amphioxus
Cheiroplatys amphioxus är en skalbaggsart som beskrevs av Gilbert John Arrow 1937. Cheiroplatys amphioxus ingår i släktet Cheiroplatys och familjen Dynastidae. Inga underarter finns listade i Catalogue of Life.